# OS/390
OS/390 est un système d'exploitation pour les ordinateurs centraux (Mainframe) 370 et 390 d’IBM.